# Torneo Nacional de Boxeo Playa Girón 1993
Das Torneo Nacional de Boxeo Playa Girón 1993 wurde vom 17. bis zum 31. Januar 1993 in Matanzas ausgetragen und war die 32. Austragung der nationalen kubanischen Meisterschaften im Amateurboxen.

## Medaillengewinner
Die Meistertitel wurden in zwölf Gewichtsklassen vergeben.
| Gewichtsklasse                  | Gold                  | Silber            | Bronze             |
| ------------------------------- | --------------------- | ----------------- | ------------------ |
| Halbfliegengewicht (bis 48 kg)  | Maikro Romero         | Rogelio Marcelo   | Raúl Ramos         |
| Halbfliegengewicht (bis 48 kg)  | Maikro Romero         | Rogelio Marcelo   | Waldemar Font      |
| Fliegengewicht (bis 51 kg)      | Raimundo Jiménez      | Orestes Abreu     | Ramon Beltran      |
| Fliegengewicht (bis 51 kg)      | Raimundo Jiménez      | Orestes Abreu     | Jorge Fermin       |
| Bantamgewicht (bis 54 kg)       | Joel Casamayor        | Daniel Regalado   | Geovani Sánchez    |
| Bantamgewicht (bis 54 kg)       | Joel Casamayor        | Daniel Regalado   | Hector Barrientos  |
| Federgewicht (bis 57 kg)        | Enrique Carrión       | Norge González    | Felipe Cutino      |
| Federgewicht (bis 57 kg)        | Enrique Carrión       | Norge González    | Héctor García      |
| Leichtgewicht (bis 60 kg)       | Diosbelys Hurtado     | Julio González    | Damián Austin      |
| Leichtgewicht (bis 60 kg)       | Diosbelys Hurtado     | Julio González    | Miguel Armenteros  |
| Halbweltergewicht (bis 63,5 kg) | Héctor Vinent         | Mario Iribarren   | Raúl González      |
| Halbweltergewicht (bis 63,5 kg) | Héctor Vinent         | Mario Iribarren   | Alexander Mesa     |
| Weltergewicht (bis 67 kg)       | Juan Hernández Sierra | Ernesto Cabrera   | Anibal Rodríguez   |
| Weltergewicht (bis 67 kg)       | Juan Hernández Sierra | Ernesto Cabrera   | Ricardo Díaz       |
| Halbmittelgewicht (bis 71 kg)   | Alfredo Duvergel      | Juan Carlos Lemus | Pedro Duarte       |
| Halbmittelgewicht (bis 71 kg)   | Alfredo Duvergel      | Juan Carlos Lemus | Julio Acosta       |
| Mittelgewicht (bis 75 kg)       | Ariel Hernández       | Offany Suárez     | Oscar Masso        |
| Mittelgewicht (bis 75 kg)       | Ariel Hernández       | Offany Suárez     | Leonidas Bedey     |
| Halbschwergewicht (bis 81 kg)   | Dihosvany Vega        | Ramón Garbey      | Noel Pérez         |
| Halbschwergewicht (bis 81 kg)   | Dihosvany Vega        | Ramón Garbey      | Roberto Álvarez    |
| Schwergewicht (bis 91 kg)       | Félix Savón           | Freddy Rojas      | Diosdado Ortega    |
| Schwergewicht (bis 91 kg)       | Félix Savón           | Freddy Rojas      | Pedro Montalvo     |
| Superschwergewicht (über 91 kg) | Roberto Balado        | Roberto Camilo    | Luis Lázaro Ulacia |
| Superschwergewicht (über 91 kg) | Roberto Balado        | Roberto Camilo    | Alexis Rubalcaba   |